# 刘易斯棋子
刘易斯岛象棋棋子 (挪威語：Lewisbrikkene) or Uig chessmen(因其发现地而命名)是一组12世纪用海象牙雕刻的国际象棋棋子，1881年在苏格兰的刘易斯岛上被发现。此批文物出土时一共有93件：包括78枚棋子，14个棋子底座和1个皮带扣。现在其中82件收藏在伦敦的大英博物馆，剩下11件收藏在爱丁堡的苏格兰国立博物馆。

## 来源

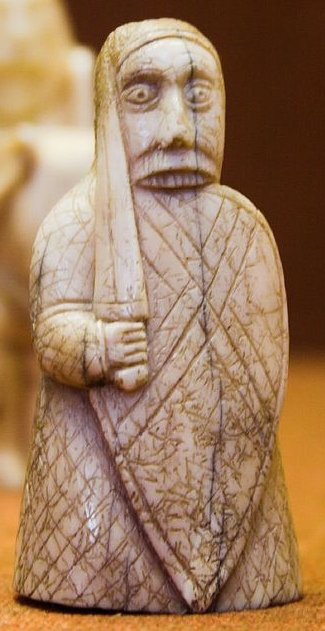
咬盾牌的战士，车棋子

## 造型

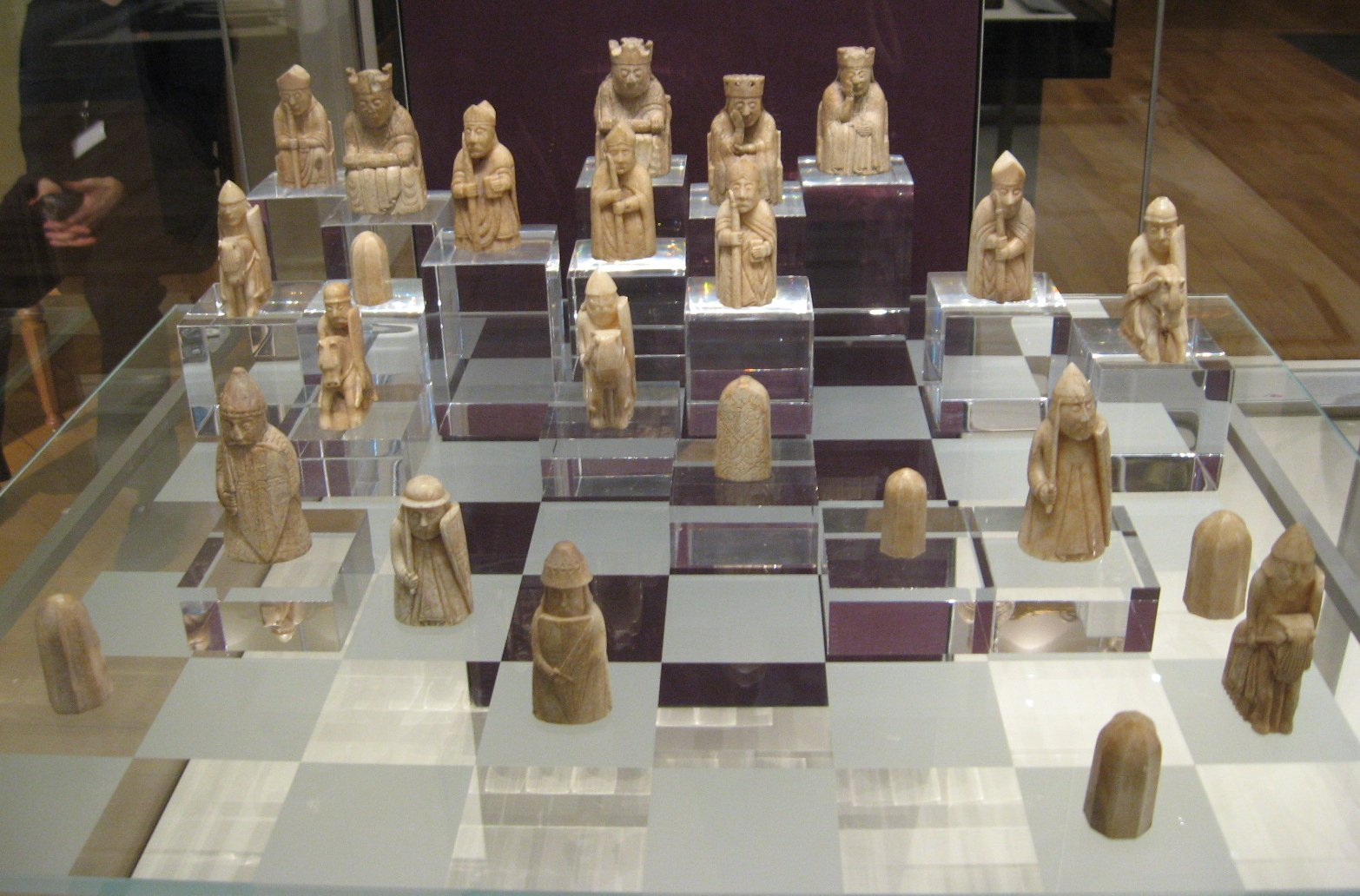
大英博物馆展出的棋子

棋子中大部分都是用海象牙制成的，少部分是用鲸鱼牙制成的。78枚棋子中包括8个王、8个、16个象、15个马、12个车和19个兵 。兵棋子的高度在3.5厘米至5.8厘米之间，其他棋子的高度在7厘米至10.2厘米之间。马棋子的造型是手持长矛和盾牌的骑士骑在马上。车棋子的造型是手持剑和盾牌的战士，其中有四个的造型是战士在用牙咬着盾牌。刚出土时一些棋子上有红色的痕迹，表示当时使用红白两色来区分双方棋子，而不是现代用的黑色和白色。

## 巡回展览
- 因中国国家博物馆和大英博物馆合作举办“大英博物馆100件文物中的世界史”展览，2017年3月2日至5月31日期间刘易斯岛象棋棋子的其中一部分会在中国国家博物馆展出。[8]

- 6月29日，“大英博物馆100件文物中的世界史”展览将在上海博物馆举办。[9]

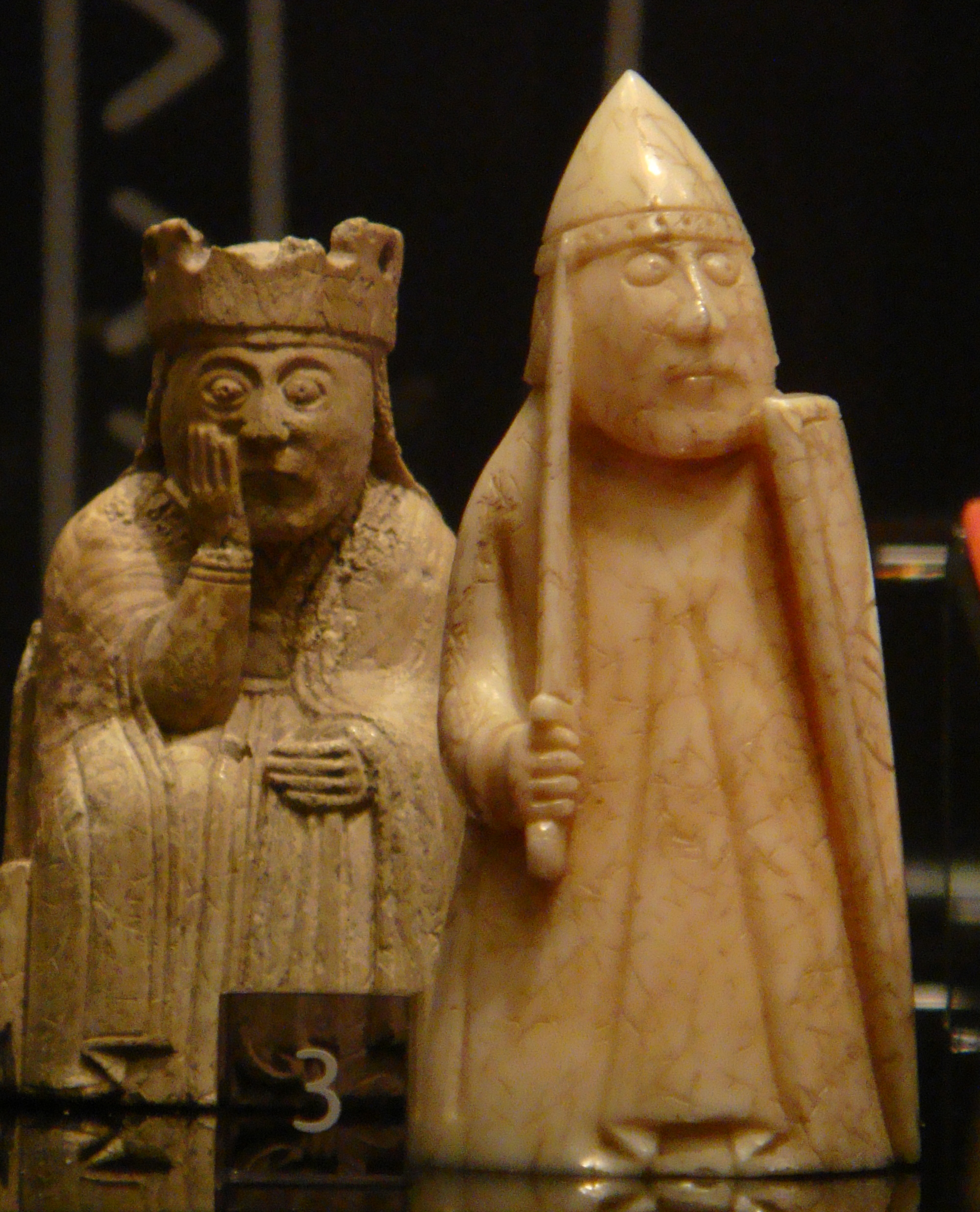
2010年，一个后棋子（左侧）和一个车棋子（右侧）在爱丁堡展出

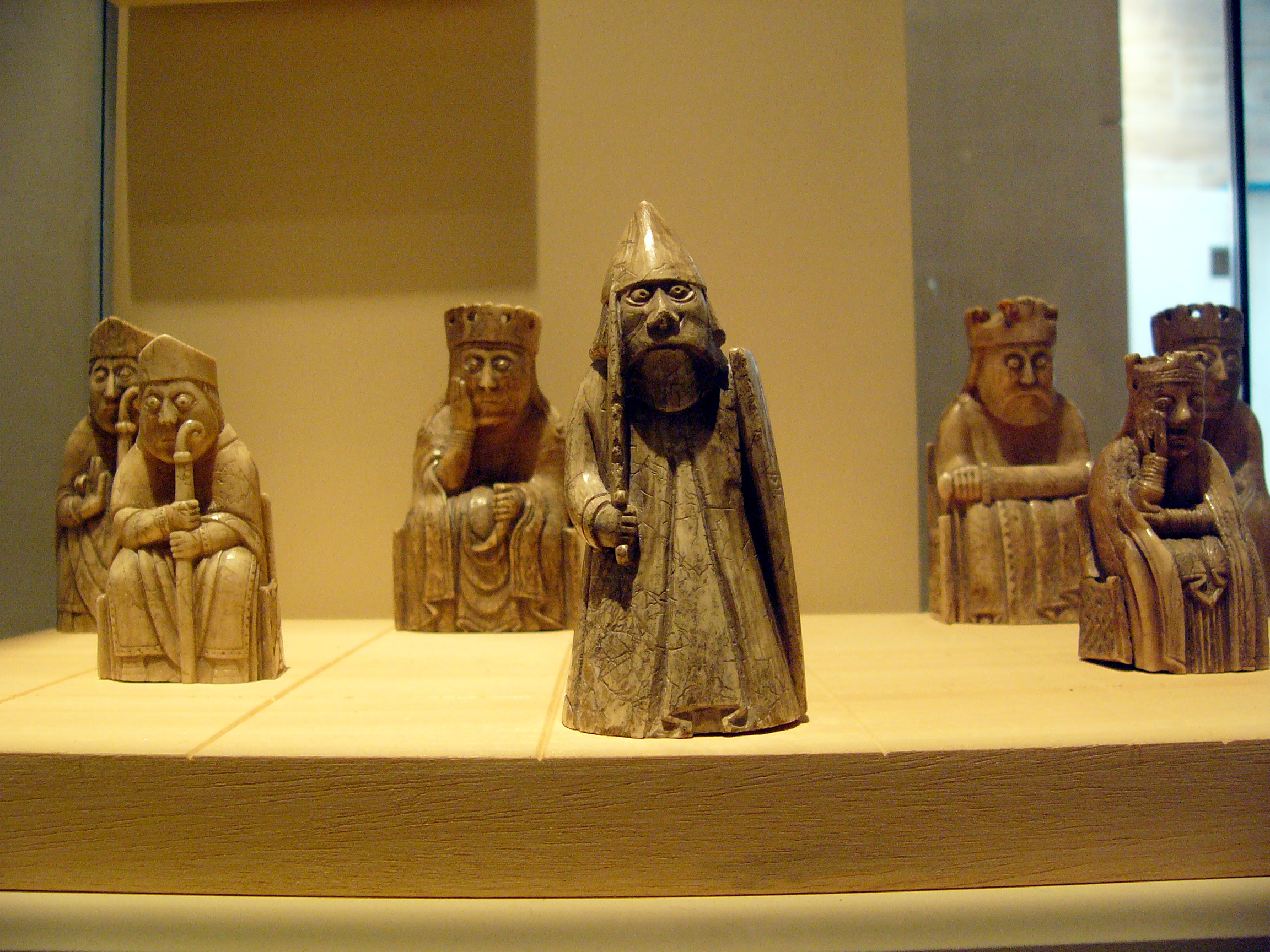
苏格兰国立博物馆展出的棋子

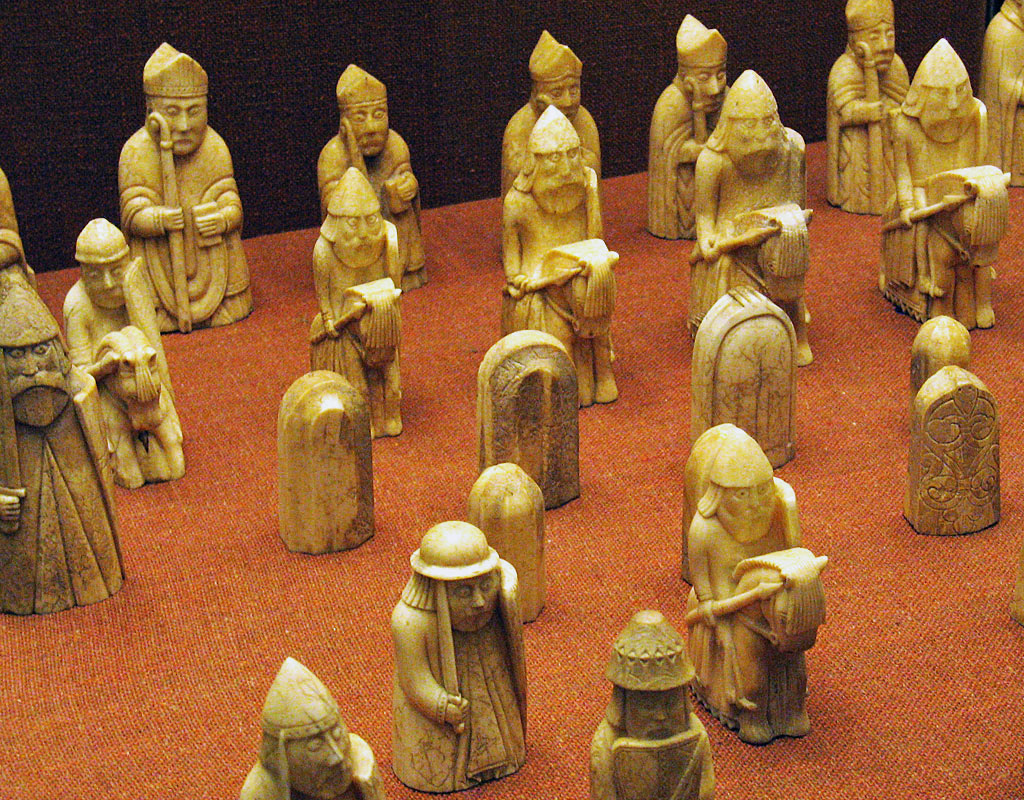
最后一排的是象，倒数第二排的是马
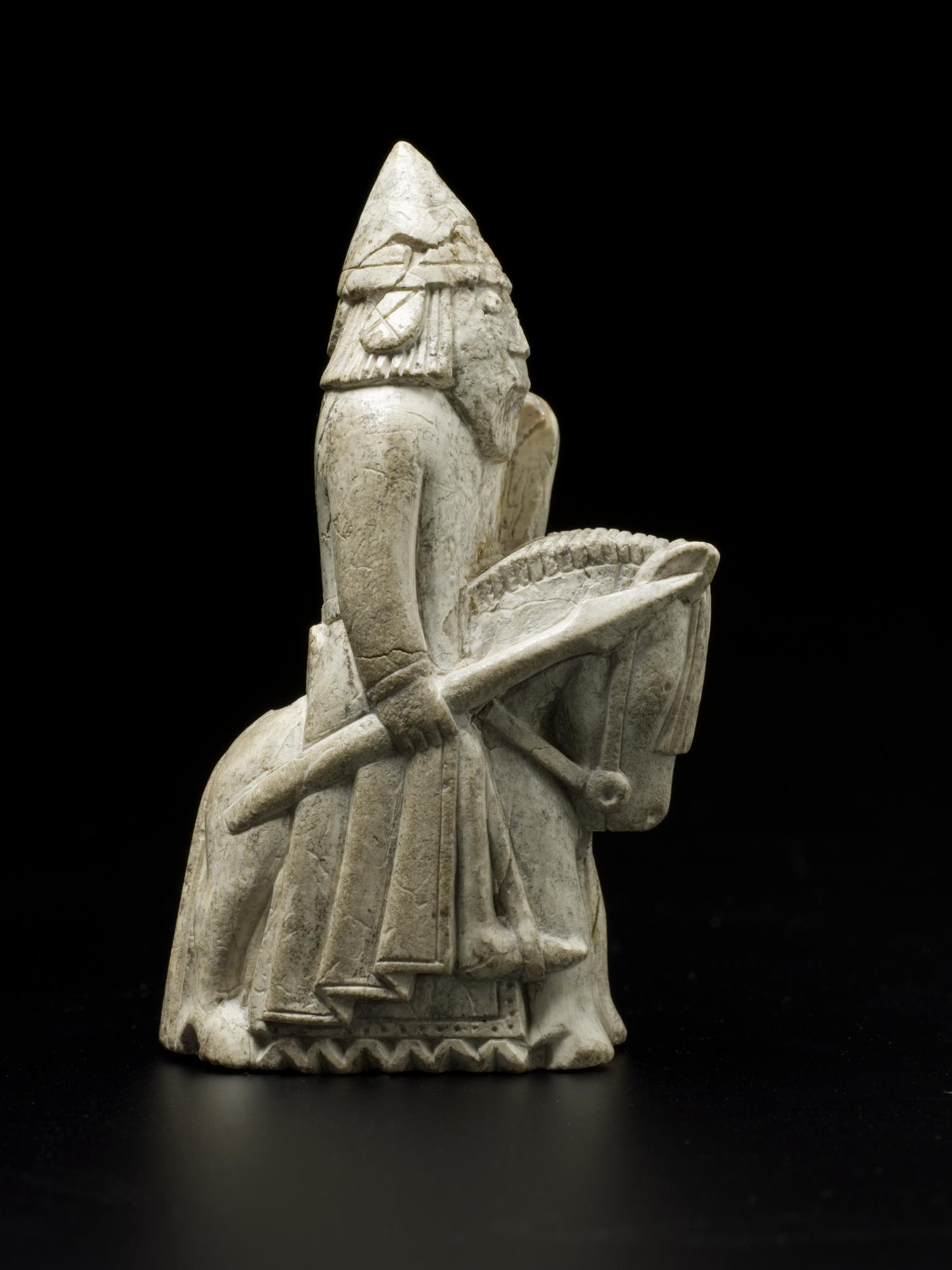
马棋子的造型是骑着马的骑士
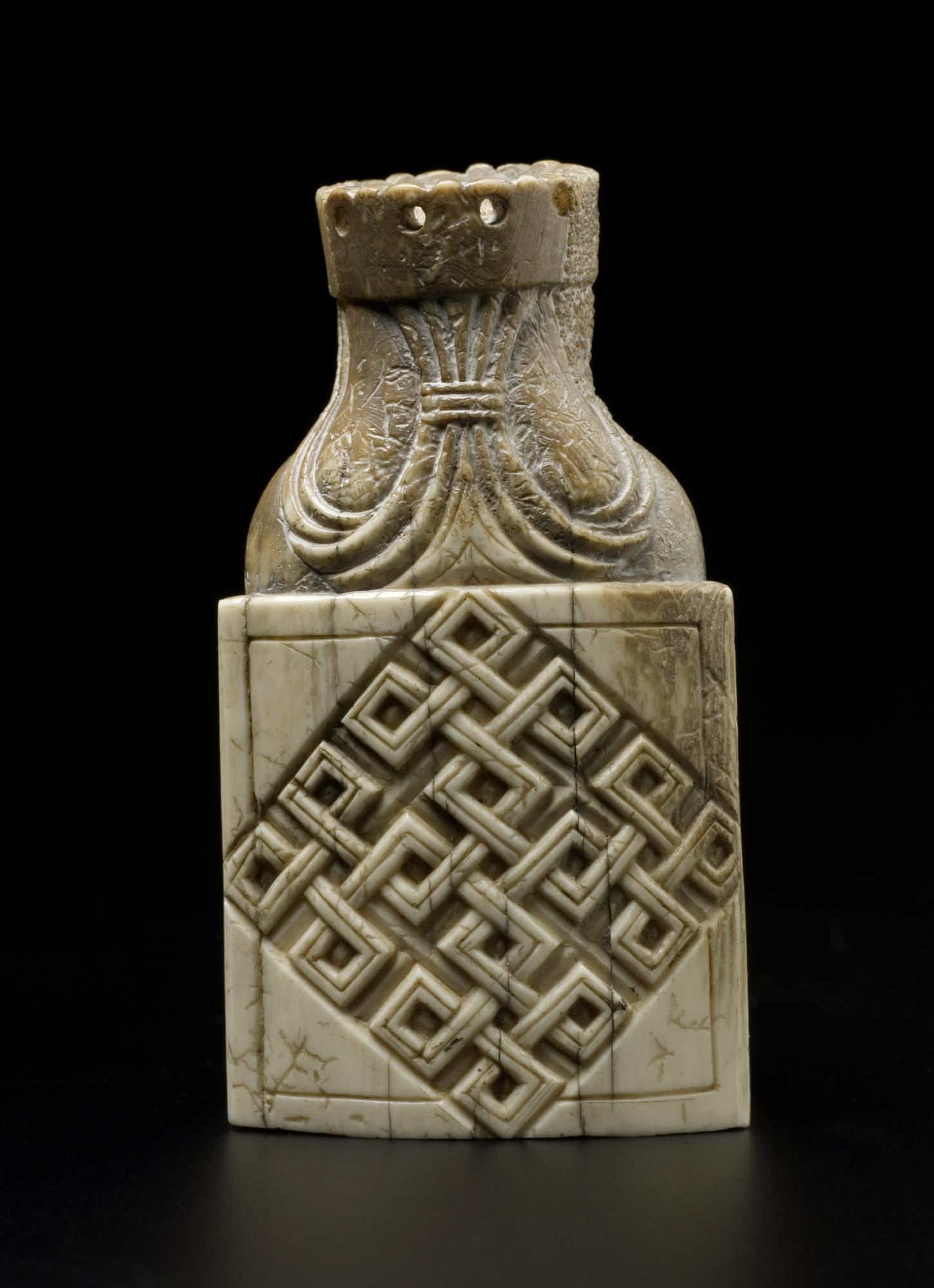
后棋子的背面
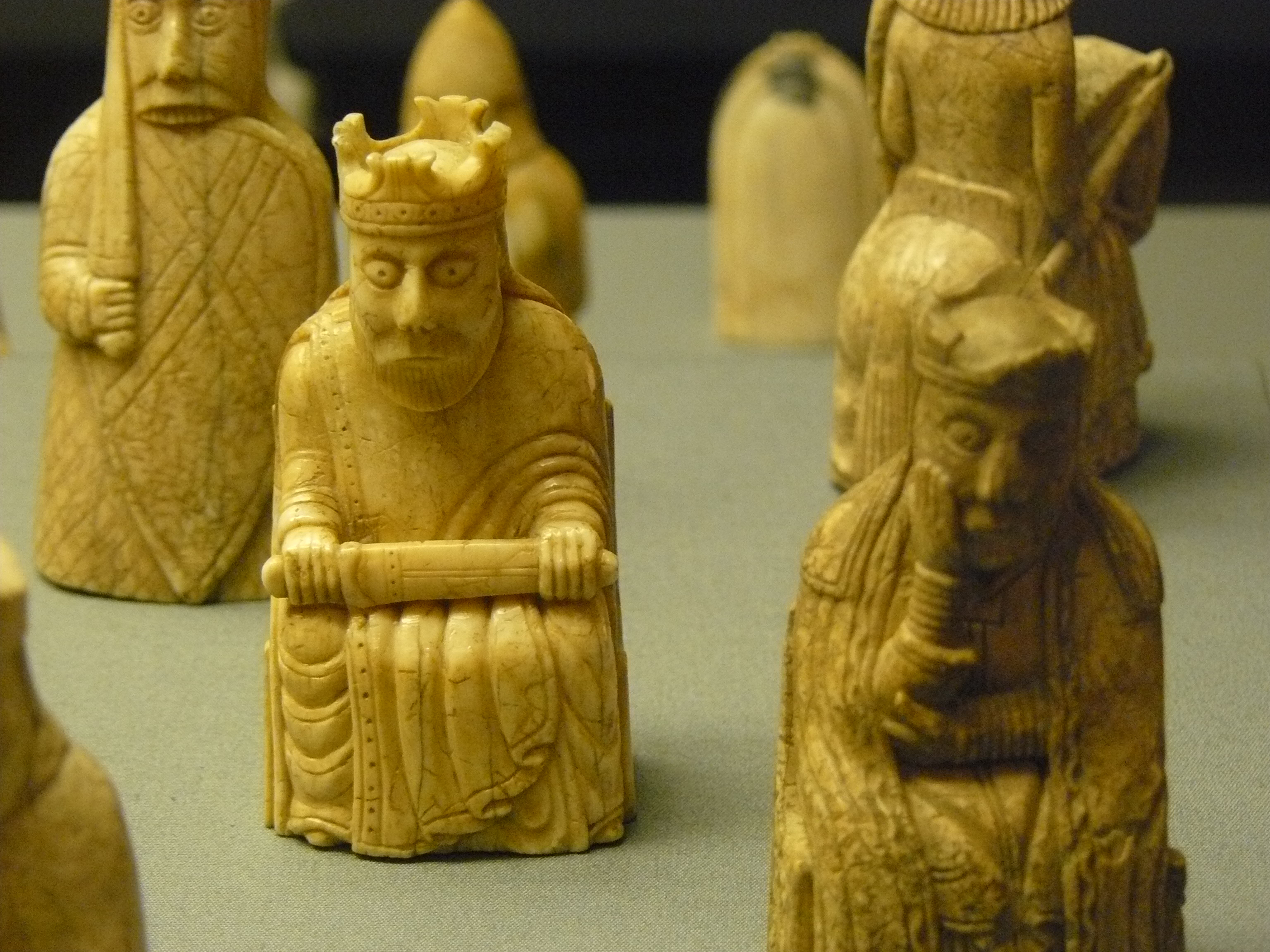
王棋子和后棋子